# Приватний фонд
Приватний фонд – це фонд, створений на кошти однієї особи або сім'ї для виконання визначених благодійних програм.
Тобто особливістю саме приватного фонду є те, що він, на відміну від звичайних благодійних організацій чи операційних благодійних фондів, спеціально не збирає на свою діяльність гроші від населення, бізнесу чи інших приватних благодійників. Уся діяльність приватного фонду покривається виключно за кошти засновників.
Винятком бувають випадки, коли інші благодійники виявляють власну ініціативу та можуть переказати кошти на рахунок приватного фонду задля підтримки якоїсь успішної програми.
Як правило, засновниками приватних фондів є заможні люди та їхні сім'ї. Підприємець виділяє значну суму свого капіталу або доходу до фонду та, найчастіше, дає організації своє ім'я. У роботі сімейного фонду можуть брати участь кілька поколінь сім'ї: батьки, діти, онуки.
Якщо фонд створено за життя донора, засновник сам бере участь у його керівництві. У випадку заснування фонду відповідно до заповіту керівництво передається спеціальній раді директорів, яка й ухвалює усі основні рішення.

## Дещо з історії приватних фондів[2]
Перші приватні фонди виникли в Європі понад тисячу років тому з появою трастового законодавства. Коли англійські лицарі у ХІІ - ХІІІ сторіччях відправлялись у похід завойовувати нові християнські землі, вони залишали свої землі та майно в управління родичам, друзям та монастирям, аби після повернення не опинитися біля “розбитого корита”. Розуміючи небезпеку походів, лицар також залишав про всяк випадок заповіт. Згідно із заповітом частина майна йшла членам родини, а частина - на благодійні цілі. Багаті аристократи виокремлювали майно, що передавалося на благодійні цілі, в окремий траст. Саме таким чином і з'явилися в Європі перші приватні фонди. Деякі з них працюють і досьогодні: змінюються керівники трастів, корегуються благодійні цілі, іноді не відомо й місце захоронення засновника, а ім'я та фонд продовжують працювати.
До початку XIX сторіччя приватні фонди, спрямовані на благодійні цілі, створювалися переважно в країнах “старої” Європи. Схема створення такого фонду була дуже проста: заможна особа виділяла частину коштів у приватний фонд, які повернутися засновнику вже не могли. Ці кошти інвестувалися, а процент або ж прибуток спрямовувалися на благодійні цілі. До речі, найстаріший приватний фонд Великої Британії був створений у першому сторіччі нашої ери, і він досі активно працює.
Друга половина XIX сторіччя стала періодом створення найпотужніших приватних фондів у Європі. Цей же час став періодом накопичення крупного власного капіталу у Сполучених Штатах Америки. На початку ХХ сторіччя найзаможніші люди США почали створювати власні фонди: Рокфеллер та Келлог, Меллон та Морган, Чарльз Стюарт Мотт та Генрі Форд. Саме у США приватні фонди досягли найбільшого розквіту. Нині в цій країні створено понад 60 тисяч приватних та сімейних фондів із загальним капіталом 476 мільярдів доларів. Приватні та сімейні фонди США надають понад 30 мільярдів доларів щорічно у вигляді грантів і пожертв. Капітали фондів є вагомою частиною фінансової бази країни та її ВВП. При цьому 100% американських фондів не мають жодного стосунку до уряду США і 90% з них виділяють кошти тільки на програми всередині країни. Дві третини фондів засновано згідно із заповітом.

Дві третини приватних фондів у світі засновані на кошти, залишені заможними людьми за заповітом. Проте дедалі більше «молодих мільйонерів» створюють приватні фонди в розквіті власної кар'єри. Такими сучасними засновниками та активними благодійниками є фонд Джорджа Сороса і фонд Білла Гейтса.

## Моделі фінансування приватних фондів
Основу довгострокового добробуту переважної більшості (понад 90%) приватних фондів у світі складає нерухомий капітал (endowment). Це ті самі кошти, які, як правило, один раз виділяються засновником, вкладаються в банк, інвестуються, а відсоток від капіталу витрачається на благодійні програми. Завдяки капіталу, засновник фонду не повинен щорічно виділяти до фонду кошти. Заможна людина зазвичай виділяє або заповідає відразу велику суму з тим, щоб відсоток від створеного капіталу був достатнім для підтримки благодійних програм фонду і оплати адміністративних витрат на штат фонду. Створення постійного капіталу дає приватному фонду можливість не тільки існувати дуже довго, але і шляхом інвестицій нарощувати кошти, збільшувати капітал. Так, наприклад, капітал фонду Форда у час його створення становив лише 25 тисяч доларів. Сьогодні ж капітал цього фонду становить понад 20 мільйонів доларів.
Для управління капіталом і діяльністю фонду створюється Опікунська рада. Часто вона ж вирішує, на що витрачати щорічний відсоток, кому виділяти гранти. У великих фондах крім Опікунської ради створюються і так звані грантові комітети, до яких запрошуються експерти. У такому випадку, рішення про виділення фінансування на той чи інший проект приймають експерти.
Хоча, якщо засновник фонду не готовий створювати постійний капітал, існує інша модель фінансування – "капітал, що використовується" (expendable endowment). У цьому випадку капітал інвестується, але щорічно витрачається не тільки процент, але й саме тіло капіталу.
І, нарешті, можна створити фонд, до якого засновник вносить кошти щорічно. За такою моделлю поки існують більшість приватних фондів країн, що розвиваються, та всі українські приватні фонди.

## Яким чином реалізуються благодійні програми приватних фондів?
Більшість приватних фондів у світі не займаються здійсненням благодійних програм самостійно. В основному, приватні фонди виділяють гранти - цільові кошти іншим громадським, благодійним організаціям, школам, університетам, лікарням - на благодійні проекти. Крім грантів, багато фондів надають стипендії або ж засновують щорічні премії. Ще раз відзначимо важливий момент - кошти на всі ці програми надходять з капіталу фонду або безпосередньо від засновника. Приватні фонди не займаються фандрайзингом, тобто не залучають сторонні кошти на свої проекти. У континентальній Європі, зокрема, у Франції чи Німеччині, приватні фонди часто самі здійснюють свої проекти, однак вони ж самі їх і фінансують.

## Приватні фонди в Україні
В Україні перші приватні фонди виникли вже на початку XXI сторіччя. До революції 1917 року, незважаючи на значний розвиток приватної філантропії, приватних фондів практично не створювалося. Мабуть, першими приватними фондами в незалежній Україні стали створені в середині двохтисячних років Фонд Віктора Пінчука, Фонд Олени Пінчук “АнтиСнід”, Фонд Ріната Ахметова “Розвиток України” та Фонд Братів Кличків. Правда всі ці чотири фонди сьогодні дозволяють собі залучати сторонні кошти, які не належать їхнім засновникам, проте частка вливання засновників залишається левовою, і вони особисто відіграють дуже впливову роль у розвитку своїх фондів. 

## Яким чином створити приватний фонд?
В Україні приватний фонд створюється, як і будь-який інший благодійний фонд, відповідно до Закону України “Про благодійність та благодійні організації”.
Для державної реєстрації фонду необхідні його засновники, назва фонду, статут фонду та юридична адреса фонду.
Для налагодження його роботи необхідно визначити місію та завдання його діяльності, розробити програми фонду, створити Правління та/або Опікунську раду, визначити експертний пул, який на перших порах надаватиме якісні консультації.